# Nelson Jahr Garcia
Nelson Jahr Garcia (Atibaia, 1947 São Paulo 6 de novembro de 2002) foi um professor, sociólogo, advogado e historiador brasileiro.

## Biografia
Nascido em Atibaia em 1947 onde fez os primeiros estudos no ensino público, sendo aprovado em vestibular para Direito na Faculdade de Direito da Universidade de São Paulo onde posteriormente fez mestrado e doutorado e tornando-se professor na USP. Suas obras são especializadas em  comunicação persuasiva e propaganda ideológica.
Ainda em vida disponibilizou as obras ao público com a seguinte fundamentação:
| “ | Todas as obras são de acesso gratuito. Estudei sempre por conta do Estado, ou melhor, da Sociedade que paga impostos; tenho a obrigação de retribuir ao menos uma gota do que ela me proporcionou. | ” |

Nelson também escreveu a apresentação de uma das versões não oficiais do Livro Verde, escrito por Muammar Gaddafi, incluindo a fundamentação acima, na folha de rosto.

## Livros
- O Manifesto Comunista de Marx e Engels (1848). Tradução em 1999
- O que é Propaganda Ideológica, editora Brasiliense em 1982
- Shakespeare: A Arte da Persuasão
- Estado Novo, ideologia e propaganda política
- Sadismo, Sedução e Silêncio Propaganda e Controle Ideológico no Brasil:1964-1980
- Propaganda: Ideologia e Manipulação , editora RocketEdition de 1999
- Comunicando comunicação. Vol I e IIVersão em PDF